# Reynaldo Pineda
Reynaldo Pineda (San Pedro Sula, 6 de agosto de 1978) é um ex-futebolista hondurenho que atuava como meia.

## Carreira
Reynaldo Pineda integrou a Seleção Hondurenha de Futebol na Copa América de 2001.

## Títulos
Seleção Hondurenha
- Copa América de 2001: 3º Lugar